# Titicut Follies
Pour plus de détails, voir Fiche technique et Distribution.
Titicut Follies est le premier film du documentariste américain Frederick Wiseman sorti en 1967. Le film est tourné dans l'hôpital pour aliénés criminels de Bridgewater (Massachusetts).

## Synopsis
Ce documentaire montre la vie quotidienne des patients détenus dans l'unité carcérale psychiatrique de l'hôpital de Bridgewater. Les conditions de vie des patients sont déplorables. Ils subissent le harcèlement verbal et physique de la part du personnel de l'administration, soignants et gardiens.

## Fiche technique
- Titre : Titicut Follies
- Réalisation : Frederick Wiseman
- Prise de vue : John Marshall
- Montage : Frederick Wiseman et Alyne Model
- Lieux de tournage : State Prison for the Criminally Insane - 20 Administration Road, Bridgewater, Massachusetts, États-Unis
- Genre : documentaire
- Durée : 84 minutes
- Date de sortie aux  États-Unis : 3 octobre 1967

## Autour du film
En Europe, le film a été primé en 1967 dans deux festivals importants :
- Mannheim-Heidelberg International Filmfestival : Mannheim Film Ducat, Frederick Wiseman.
- Festival dei popoli : Meilleur film relatif à la condition humaine; Florence, Italie

Le film a été censuré après sa sortie aux États-Unis. Bien que le réalisateur ait obtenu, avant de filmer, l'autorisation écrite de l'ensemble des patients incarcérés et des autres intervenants du film, la cour suprême du Massachusetts a estimé que le film violait le droit à la vie privée des patients et a donc ordonné le retrait du film de la circulation.
Selon le réalisateur, la véritable raison de l'interdiction s'explique par la publicité négative donnée à l'établissement. Lors du procès intenté à la sortie du film, il a reçu des menaces d'agression physique et le soutien discret de proches de prisonniers. Le film Let There Be Light de John Huston a eu un sort similaire. Le terme Titicut est le nom indien de la région et celui de la rue sur laquelle donne la prison.